# Семекит
Семекит (устар. Сэмэкиит) — река в России, протекает по Жиганскому району Якутии. Приток реки Лена. Протяжённость реки составляет 11 км. Впадает в реку Лена справа на расстоянии 622 км от её устья.

## Данные водного реестра
По данным государственного водного реестра России и геоинформационной системы водохозяйственного районирования территории РФ, подготовленной Федеральным агентством водных ресурсов:
- Бассейновый округ — Ленский
- Речной бассейн — Лена
- Речной подбассейн — Лена ниже впадения Вилюя до устья
- Водохозяйственный участок — Лена от впадения Вилюя до водного поста ГМС Джарджан